# Krypy (gmina Wierzbno)
Krypy – wieś w Polsce położona w województwie mazowieckim, w powiecie węgrowskim, w gminie Wierzbno. Ma status sołectwa.
Nazwa wsi odnotowana została po raz pierwszy w 1432 r. i stanowi nazwę osobową Krypa w liczbie mnogiej. N. os. Krypa pochodzi od wyrazu pospolitego krypa – "żłób, czółno", być może wywodzącego się z śrwniem. nienotowanego kripp-tuoch, dziś niem Krippe – "żlób". 
W XVI wieku dla wsi funkcjonowała nazwa Krypy-Mścichy, drugi człon także od n. os. – Mścich (od Mścisław lub innego imienia na Mści-), i także w l. mnogiej.
W latach 1975–1998 miejscowość należała administracyjnie do województwa siedleckiego.
Wierni Kościoła rzymskokatolickiego należą do parafii św. Stanisława Biskupa Męczennika w Czerwonce Liwskiej.